# Flory Van Donck
Flory Van Donck (Tervuren, 23 juni 1912 – 14 januari 1992) was een Belgisch golfer. In 2023 ontving hij postuum de CPG Lifetime Achievement Award voor zijn impact op de Belgische golfsport en zijn succesvolle carrière.

## Carrière
In 1957 won hij het Venezuela Open. Zijn topjaar is 1960 geweest met het winnen van de World Cup in Portmarnock, het eerste Omnium en het ontvangen van de Nationale Sport Trofee. Tot 1966 gaf hij 's zomers les op de Golf Club Crans-sur-Sierre.
Van Donck heeft 26 overwinningen op de Europese Tour op zijn naam staan, onder andere:
- 5x het Dutch Open in 1936, 1937, 1946, 1951 en 1953[3]
- 5x het Belgisch Open in 1939, 1946, 1947, 1953 en 1956
- 4x het Italiaans Open in 1938, 1947, 1953 en 1955
- 3x het Frans Open in 1954, 1957 en 1958
- 2x het Duits Open in 1953 en 1956
- 2x het Zwitsers Open in 1953 en 1955
- 1x het Portugees Open in 1955

Van Donck is ook tweemaal in het Britse Open op de tweede plaats geëindigd.
In 1953 won hij de Vardon Trophy, de voorloper van de Europese Order of Merit. Tussen 1935 en 1968 heeft hij 16x het Belgisch Nationaal Open gewonnen.

## Baanrecord
Het beroemdste baanrecord dat op zijn naam heeft gestaan, is wellicht uit 1935. Toen speelde hij een ronde van 65 op Golfclub Ravenstein, de golfclub die door Koning Leopold II werd opgericht in 1906. Dat baanrecordwerd in 2012 door Eduardo de la Riva verbeterd, na een ronde van 64.

## Challenge Flory van Donck
In België wordt ieder jaar de Challenge Flory van Donck gespeeld. Van Donck heeft dat toernooi, toen bekend als het Omnium op Limburg Golf & Country Club, als eerste in 1960 gewonnen, en daarna nog vijfmaal (1963, 1964, 1965, 1966, 1968).
In 1960 is Van Donck onderscheiden met de Nationale Trofee voor Sportverdienste.